# Герб Ядринского муниципального округа
Герб Ядринского муниципального округа — один из официальных символов Ядринского муниципального округа  Чувашской Республики Российской Федерации.
Утвержден Решением Собрания депутатов Ядринского района Чувашской республики №04 от 30 мая 2017 года как герб Ядринского муниципального райна; переутвержден решением Собрания депутатов Ядринского муниципального округа Чувашской Республики от 09 декабря 2022 № 02 как герб Ядринского муниципального округа.

## История

### Герб 1781 года
Первый герб Ядрина утверждён 18 октября 1781 года вместе с другими гербами Казанского наместничества: «Ядринской. Треугольною пирамидою сложенные пушечные чугунные ядра в красном поле, означающие собою имя сего города».
«Во означение того, что город принадлежит Казанскому наместничеству» в верхней части щита добавлен герб Казанский — «змий черный под короною золотою, Казанскою, крылья красные, поле белое»..

### Герб 1859 года
В 1859 году в ходе геральдической реформы Б. Кене был разработан проект нового герба города: 
В червленом поле 3 золотые византийские монеты, 2 и 1
Щит окружали золотые колосья, соединёнными Александровской лентой.
Проект не был утвержден.

### Герб 1989 года
28 июня 1989 года Ядринский горсовет народных депутатов утвердил новую версию городского герба. Автор проекта — В. Н. Разумов.
В нижней части щита остались черные ядра на красном поле (как и на историческом гербе), но в верхней части щита вместо герба Казани был добавлен чувашский орнамент. В центре орнамента дата основания города - "1590"
Версия герба соответствует историческому пожалованию 1781 года с учётом изменений, произошедших в российской геральдике.
Известен также вариант герба Ядрина с желтым поясом:
по книге Н.А. Соболевой
В червленом щите с повышенным золотым поясом пирамида из черных ядер. В червленой же главе щита серебряные фигуры чувашского орнамента: в центральной - на золотом поле червленые цифры 1590
Зарегистрирован в ГГР РФ под № 11515.